# Beechcraft MQM-61 Cardinal

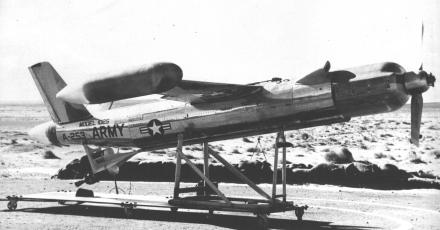

O MQM-61 Cardeal era drone alvo, projetado e construído pela Beechcraft.

## Desenvolvimento
Enquanto o Radioplane BTT foi um popular drone alvo propelido por pistão, como um simples alvo era relativamente fácil de construir e desenvolveu a concorrência. Em 1955 Beechcraft concebeu o Modelo 1001, como a versão inicial deste drone alvo foi designada, em resposta a um requisito da Marinha dos EUA  para treinamento de combate da artilharia e combate ar-ar. A produção do tipo iniciou-se em 1959, com o drone sendo dado na Marinha a designação de KDB-1, mais tarde MQM-39A. O Modelo 1001 levou ao semelhante Modelo de 1025 para o Exército dos EUA, que deu a designação MQM-61A. Beech também desenhou uma variante impulsionada por um motor turbojato e designado da Modelo de 1025-TJ, mas ninguém comprou.
O MQM-61A era um simples monoplano com uma cauda. Era substancialmente maior do que o MQM-36, era propulsionado por um motor de pistão McCulloch TC6150-J-2 94 kW (125 ps). Ele poderia levar alvos em si, com dois alvos em cada asa, e levava também dispositivos de pontuação. O lançamento foi por impulsionador RATO, a recuperação era feita usando um paraquedas.
Um total de 2.200 Cardinals de todas as variantes foram construídos, a maioria para o Exército dos EUA, com o resto sendo operado pela Marinha dos EUA e os Fuzileiros navais.

## Especificações
Dados do Vectorsite
- Comprimento: 4,6 m
- Envergadura: 3,91 m
- Altura: 1,02 m
- Peso vazio: 301 kg

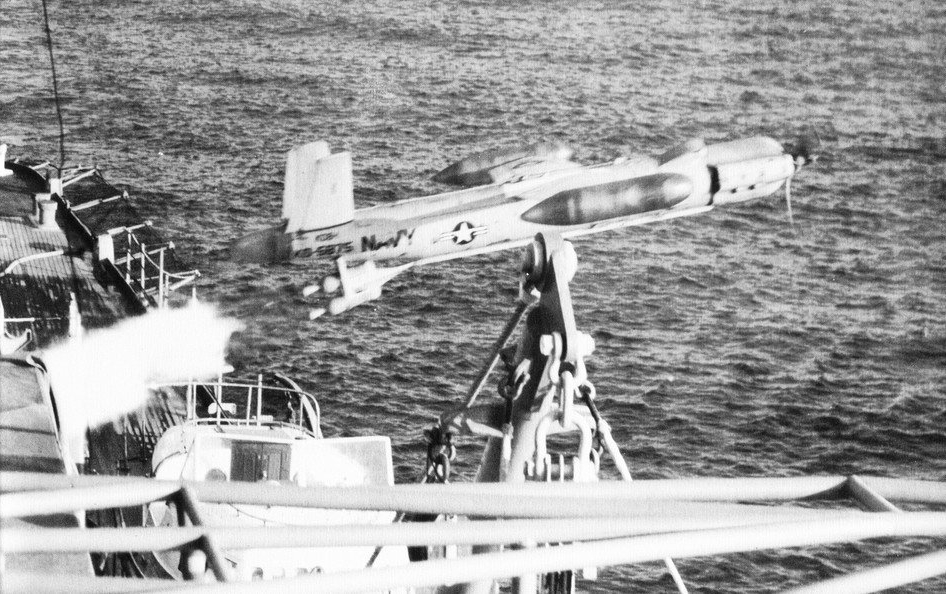
Um KDB-1 é lançado do

- Propulsão:1 × motor pistão McCulloch TC6150-J-2 de 94 kW (125 hp)
- Velocidade máxima: 560 km/h
- Teto de serviço: 13 100 metros
- Duração de voo: 1 hora